# شارموسينية
شارموسينية (الاسم العلمي: Charmosyna)، جنس من الببغاوات من فصيلة ببغاوات العالم القديم. الأنواع الثلاثة المعترف بها حاليًا تعيش في الغابات الرطبة في جزيرة غينيا الجديدة.

## التصنيف
تشتمل الشارموسينية على الأنواع الثلاثة التالية
- لوريكيت جوزفين (Charmosyna josefinae)
- لوريكيت بابوا الغربية (Charmosyna papou)
- لوريكيت ستيلا (Charmosyna stellae)